# ワンダーTシャツフェスティバル
WONDER T-shirts FESTIVAL（ワンダーTシャツフェスティバル）は、日本のファッションブランドであるMARS16が主催となり、2004年から始まったイベントのこと。名称は2010年3月より常設となったため「ワンダーTシャツフェスティバル(ネオ)」と改名された。かつては毎月末土日の2日間、秋葉原の三月兎3号店の3Fで開催されていた。別称WTF、WTF(N)。

## イベントの特徴
ファッション・ブランドを名乗る有名無名ブランドが一堂に会して出品し、開催期間中の売上枚数で順位を争う。開催終了時に最も売上枚数の多かったファッション・ブランドはWTFチャンピオンと呼ばれ、次回開催時までタイトルを保持することができる。mixiの同名コミュニティおよび公式twitterでは、現状の順位変動がリアルタイムで発表されている。

## 主な過去チャンピオン
- MARS SIXTEEN（主催者でもあり現在最高の優勝回数記録保持者）
- HR/HM（MARS SIXTEENから派生したブランド）
- RED BAZOOKA（優勝勝率最高ブランド）
- ハードコアチョコレート（下北沢に店舗を持つファッションブランド・Tシャツラブサミット主催）
- 赤兎馬（三国志専門ブランド）
- SYURIKEN（京都のゲリラブランド）
- スモールデザイン（渋谷に店舗を持つ時事風刺デザインブランド）
- 少年漫画廊（漫画家「東毅」「星野幸一郎」らをデザイナーとして迎えるサークル)
- unit of land（漫画家「北道正幸」「宇仁田ゆみ」らがデザイナーとして参加。福井県を中心に活動)
- まめた本舗（可愛らしいデザインの中にあるダジャレや毒で多くのお笑い芸人達に愛されているブランド。）